# Altazores
Altazores est un groupe de rock chilien, originaire de Santiago. il est formé en 2004 par le multi-instrumentiste Mauricio Herrera. Depuis sa formation en 2004, le groupe compte quatre albums et 13 singles, dont un EP live et trois compilations. le nom du groupe rend hommage à la pièce Altazor or parachute ride, du poète chilien Vicente Huidobro.
Le groupe est connu pour son troisième album, El Silencio no es callar, publié par le label Sello Azul et pour leur implication dans le mouvement étudiant chilien de 2011.

## Biographie

### Formation et débuts (2002-2007)
En juillet 2002, Mauricio Herrera, âgé de 17 ans, écrit sa première chanson intitulée Cuando te vuelva a ver qu'il joue pour commémorer la mémoire d'un ami disparu, Diego Perez, tué lors d'une agression à Santiago de Chile. Cet événement aura un impact sur Herrera qui décidera d'étudier la musique à l'université, où il fait la rencontre du batteur Patricio Gallardo et du bassiste José Oñate avec qui il formera, aux côtés de son ancien camarade de classe Rodrigo Ramirez à la seconde guitare, le groupe.
Le 11 décembre 2004, ils font leurs débuts sous le nom d'Altazores, participant au Quinto Festival Nacional de Bandas Jóvenes, organisé par l'Estación Mapocho où ils remportent la première place avec leur morceau Antes del Alba (Eclipse de sol), qui est arrangé par Ángel Parra, membre du groupe Los Tres et l'enseignant Mauricio Herrera. La semaine suivante, Mauricio dépose le nom du groupe au département des propriétés intellectuelles du Chili.

### El Silencio no es callar(2007-2010)
En juin 2007, ils publient leur premier single, Puedo creer en ti, issu de leur premier album, qui devient la bande son de la série télévisée locale Tres son multitud, remake de la série américaine Three's Company, diffusée sur la chaine Mega, et produite par Lucky Partners.
Le 11 avril 2008, sans label, ils sortent leur premier album, El Silencio no es callar sur lequel tous les morceaux sont écrits, composés et chantés par Mauricio Herrera. T L'album est enregistré dans leur salle de répétition à Batuco, Santiago, et dans leur studio d'enregistrement à l'UNIACC, avec Marcelo Mollinedo comme ingénieur-son et Mariano Pavez au mixage et mastering au Elastika Studio.
En mars 2009, ils publient le double single Árbol Caído et Deja vú, morceaux inclus dans le documentaire Ultima Salida, diffusé sur Televisión Nacional de Chile et produit par Roos Films. Plus tôt dans le mois sort depuis l'Université de Santiago, le documentaire La Grandesconocida traitant d'Isidora Aguirre, réalisé par Julio Pincheira, dont la bande son est composée par Mauricio Herrera, et comprend le morceau El Silencio no es callar.
En novembre 2010, ils publient l'album/EP live Energía espiritual, issu d'un concert qu'ils ont joué le 20 octobre 2010 à l'auditorium de l'UNIACC. Le seul single extrait de l'album est La Redención, disponible en téléchargement libre pendant seulement la dernière semaine d'octobre sur le site web du groupe Energía espiritual est aussi publié sous trois formats : CD, DVD et mp3.

### Secreto Detrás del Caos(2011-2014)
Le 19 mai 2011, ils publient leur troisième album, Secreto Detrás del Caos, au label Sello Azul. Pour la première fois, Altazores passe d'indépendant et une major locale. L'album est composé, enregistré et mixé aux Eco Studios par Mauricio et masterisé par Joaquín García.Il fait participer Alvaro Zambrano au synthétiseur, Nicolas Quinteros au piano et thérémine, Patricio Pailamilla à la trompette, Sergio Carlini à la batterie, et Rodrigo de la Rivera à la basse. Secreto Detrás del Caos est le mieux accueilli par les fans et la presse spécialisée, comparé aux précédents albums du groupe, en termes de production, arrangements et thème.
Herrera se joint aux événements politiques et sociaux au Chili, sur le morceau engagé Molotov, critiquant la répression des forces de police durant le mouvement étudiant chilien de 2011 ou les singles Todo tiene un final et Energía Espiritual, pour lesquels le groupe sera reconnu.
En 2012, l'impact de l'album Secreto Detrás del Caos mène Mauricio Herrera à devenir guitariste pour nombre d'artistes comme Francisco Gonzalez du groupe Lucybell en tournée pour son album solo Aquí y ahora, et aussi pour Denisse Malebrán du groupe Saiko en tournée pour son album Mi caravana.

### Sentimiento colectivo(depuis 2014)
Le 26 juillet 2014, ils publient l'EP/album Sentimiento colectivo autoproduit par le groupe, comprenant le single El derecho a la educación. Le quatrième album d'Altazores est publié en téléchargement libre en format mp3 sur leur site web.

## Members
- Mauricio Herrera - guitare, chant, piano, basse, batterie
- Sergio Carlini - batterie, percussions
- Nicolás Quinteros - piano, orgue Hammond, thérémine
- Patricio Gallardo - basse, batterie

## Discographie

### Albums studio
- 2008 : El Silencio no es Callar
- 2011 : The Secret behind Caos

### EP
- 2010 : Spiritual energy
- 2014 : Collective Feelings

### Compilations
- 2004 : Corporacion Cultural Balmaceda Arte Joven Winners
- 2011 : Descúbrelos.cl (Sello Azul)
- 2015 : Silentium (Mute Magazine - Argentine)

### Singles
- 2004 : Antes del Alba (Eclipse de sol)
- 2007 : I can believe in you
- 2008 : El Silencio no es Callar
- 2008 : Sun Eclipse
- 2008 : En el Firmamento
- 2009 : Fallen tree / Deja vú
- 2010 : The Redemption
- 2011 : Spiritual Energ"
- 2011 : The Best of You
- 2011 : Vida Tirana
- 2011 : Everything has an End
- 2012 : Give Me Your Drugs
- 2014 : The Right of a Free Education

### DVD
- 2010 : Spiritual Energy EP
- 2011 : Descúbrelos.cl (Sello Azul)